# Primiero
Primör (dialektem Primör: Primier; italsky Valle di Primiero nebo jen Primiero) je horské údolí nalézající se ve východní části Trentina. Na východě a jihu sousedí s provincií Belluno v regionu Benátsko.
Údolím prochází silnice spojující přes průsmyk Passo Rolle městečka San Martino di Castrozza v údolí Primiero s městečkem Predazzo v údolí Val di Fiemme.
Údolí Primiero je rozděleno na dvě poloviny: Sotopiéu a Sorapiéu.

## Historie
V římském období bylo Primiero součástí Itálie, patřilo k regionu Venetia et Histria. Následně bylo začleněno do italských království založených Odoakrem a Ostrogóty, než je znovu dobyl císař Justinián a přešlo do východořímské pretoriánské prefektury Itálie. V letech 569 až 774 bylo součástí království pod vládou Longobardů. V roce je 774 dobyli Frankové. Poté se Primiero stalo součástí území ovládaných karolinskými králi Itálie, po nichž následovala řada nezávislých a soupeřících italských králů.
Od roku 961 bylo Italské království začleněno do Svaté říše římské. Dlouhou dobu byly dějiny Primiera spojeny s dějinami města Feltre, neboť údolí bylo lénem biskupa tohoto benátského města.
Od roku 1379 až do roku 1918 bylo Primiero součástí Tyrolského hrabství, které kromě krátkého období, kdy bylo během napoleonských válek postoupeno Bavorskému království (1807-1809) a Italskému království (1809-1814), patřilo rakouským Habsburkům (a později jejich nástupcům Habsbursko-Lotrinským). Jako takové bylo postupně součástí habsburské monarchie, Rakouského císařství (od roku 1804) a po Rakousko-uherském vyrovnání z roku 1867 součástí Rakouska-Uherska.
Po porážce Rakouska-Uherska v první světové válce bylo spolu se zbytkem Tridentska a Horní Adiže odstoupeno Itálii smlouvou ze Saint-Germain-en-Laye (1919).